# Zákon o obnovení univerzity v Olomouci

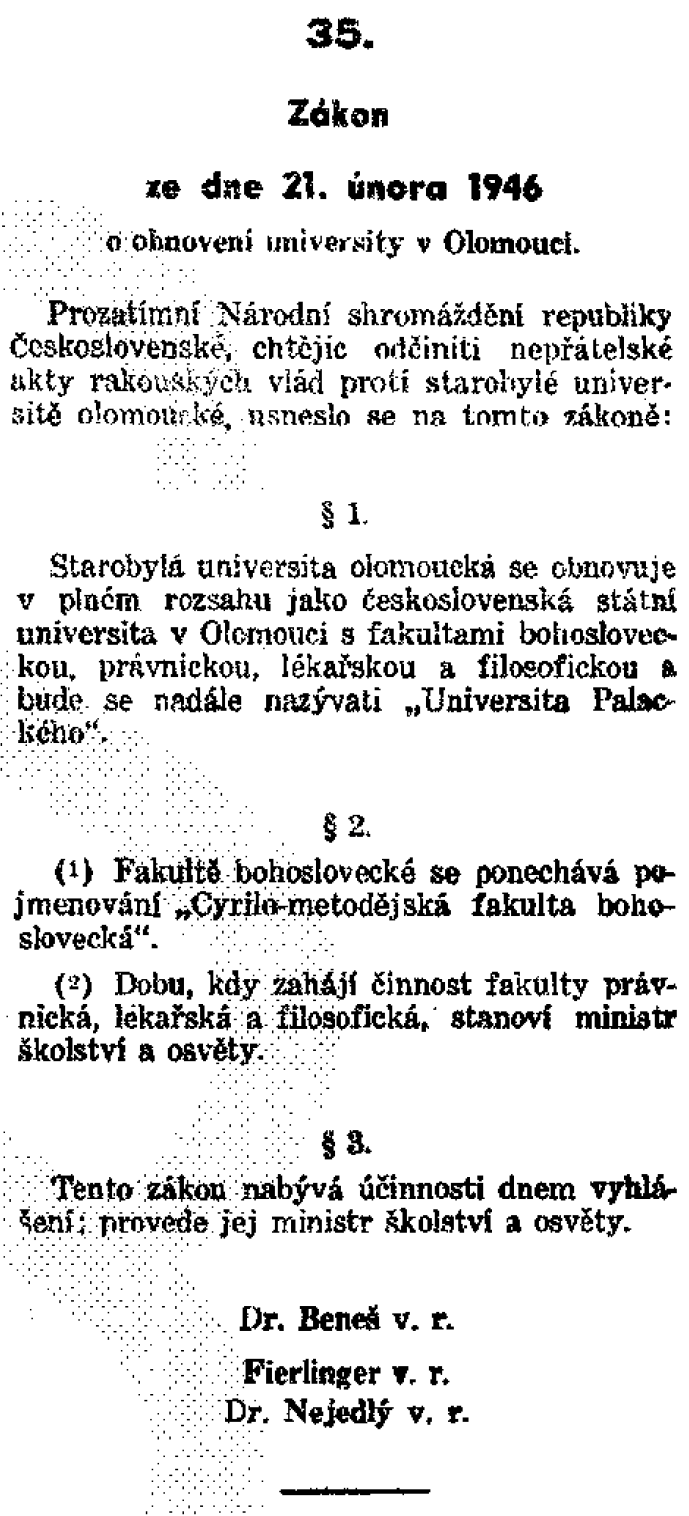
Zákon ve Sbírce zákonů

Zákon o obnovení university v Olomouci byl přijat Národním shromážděním 21. února 1946, vyhlášen byl pod č. 35/1946 Sb. a účinnosti nabyl 4. března 1946. Jeho účelem bylo „odčiniti nepřátelské akty rakouských vlád proti starobylé universitě olomoucké“, která byla v roce 1860 zrušena, došlo proto k jejímu obnovení.
Počátek univerzitního vzdělávání v Olomouci se datuje k roku 1573, kdy došlo k povýšení olomoucké jezuitské akademie na řádné vysoké učení, olomoucká univerzita je proto po Karlově univerzitě druhou nejstarší na českém území. V průběhu času byl její status různý, občas byla degradována na lyceum nebo na čas přesunuta do Brna, definitivně byla pod názvem Františkova universita obnovena roku 1827. Ovšem už v roce 1860 byla v důsledku zapojení studentů do revoluce opět zrušena a v Olomouci po dlouhá léta zůstala jen teologická fakulta a původní univerzitní knihovna. Po vzniku Československé republiky byla roku 1919 navíc založena jako „druhá česká universita“ Masarykova univerzita v Brně.
Olomoucká univerzita byla obnovena pod názvem Universita Palackého, a to s klasickými čtyřmi fakultami: bohosloveckou, právnickou, lékařskou a filosofickou, přičemž fakultě teologické byl ponechán název Cyrilometodějská. Tato fakulta také fungovala nepřetržitě, ostatní musely být ustaveny znovu. Ovšem zatímco fakulta lékařská i fakulta filozofická začaly fungovat ještě v roce 1946, fakulta právnická byla obnovena až roku 1991.
Zákon byl nepřímo novelizován již v roce 1950 ustanovením § 33 odst. 2 zákona č. 58/1950 Sb., o vysokých školách, kterým byla teologická fakulta vyloučena ze svazku univerzity, aby byla ještě téhož roku vládním nařízením č. 112/1950 Sb., o bohosloveckých fakultách, zrušena. Obnovena a opětovně začleněna do olomoucké univerzity byla až roku 1990 zákonem č. 163/1990 Sb., o bohosloveckých fakultách. Mezitím se do univerzity v roce 1958 začlenila přírodovědecká fakulta a v roce 1964 opětovně pedagogická fakulta, která byla na základě zákona č. 100/1946 Sb. součástí univerzity už v letech 1946–1953. V roce 1990 přibyla i fakulta tělesné kultury a roku 2008 fakulta zdravotnických věd.